# Severomoravský krajský přebor 1988/1989
V soubojích 29. ročníku Severomoravského krajského přeboru 1988/89 (jedna ze skupin 5. fotbalové ligy) se utkalo 16 týmů každý s každým dvoukolovým systémem podzim–jaro. Tento ročník začal v srpnu 1988 a skončil v červnu 1989.

## Nové týmy v sezoně 1988/89
- Z Divize D 1987/88 nesestoupilo do Severomoravského krajského přeboru žádné mužstvo.
- Ze skupin I. A třídy Severomoravského kraje 1987/88 postoupila mužstva TJ ŽD Bohumín „B“, TJ Vagónka Studénka a TJ Sokol Vrbno pod Pradědem.

## Konečná tabulka
Zdroj: 
| Poř. | Tým                              | Z  | V  | R | P  | VG | OG | B  |
| ---- | -------------------------------- | -- | -- | - | -- | -- | -- | -- |
| 1.   | TJ Sigma Dolní Benešov           | 30 | 23 | 3 | 4  | 69 | 22 | 49 |
| 2.   | TJ Zbrojovka Vsetín              | 30 | 14 | 6 | 10 | 53 | 40 | 34 |
| 3.   | TJ Baník DPG Horní Suchá         | 30 | 12 | 8 | 9  | 35 | 29 | 32 |
| 4.   | TJ Náměšť na Hané                | 30 | 12 | 7 | 11 | 54 | 51 | 31 |
| 5.   | TJ SMCP Vratimov                 | 30 | 12 | 7 | 11 | 44 | 34 | 31 |
| 6.   | TJ Ostroj Frýdlant nad Ostravicí | 30 | 12 | 7 | 11 | 44 | 41 | 31 |
| 7.   | VTJ Hranice                      | 30 | 11 | 8 | 11 | 51 | 38 | 30 |
| 8.   | TJ Valašské Meziříčí             | 30 | 11 | 7 | 12 | 43 | 43 | 29 |
| 9.   | TJ MS Karolinka                  | 30 | 10 | 9 | 11 | 38 | 40 | 29 |
| 10.  | TJ ŽD Bohumín „B“ (N)            | 30 | 12 | 4 | 14 | 41 | 56 | 28 |
| 11.  | TJ Nový Jičín                    | 30 | 10 | 8 | 12 | 39 | 50 | 28 |
| 12.  | TJ Vagónka Studénka (N)          | 30 | 11 | 6 | 13 | 44 | 44 | 28 |
| 13.  | TJ Sokol Kobeřice                | 30 | 10 | 8 | 12 | 34 | 47 | 28 |
| 14.  | TJ Důl Paskov                    | 30 | 9  | 9 | 12 | 27 | 43 | 27 |
| 15.  | TJ MEZ Vsetín                    | 30 | 10 | 6 | 14 | 35 | 38 | 26 |
| 16.  | TJ Sokol Vrbno pod Pradědem (N)  | 30 | 5  | 7 | 18 | 33 | 78 | 17 |

Poznámky:
- Z = Odehrané zápasy; V = Vítězství; R = Remízy; P = Prohry; VG = Vstřelené góly; OG = Obdržené góly; B = Body; (S) = Mužstvo sestoupivší z vyšší soutěže; (N) = Mužstvo postoupivší z nižší soutěže (nováček)

|  | Postup do Divize D 1989/90                                 |
|  | Sestup do skupin I. A třídy Severomoravského kraje 1989/90 |